# Ronny J
Ronny J, pseudonimo di Ronald Oneil Spence, Jr. (Camden, 14 settembre 1992), è un produttore discografico e rapper statunitense.
È noto soprattutto per aver prodotto varie canzoni per i rapper Kanye West, XXXTentacion, Lil Baby,  e The Weeknd. Ha lavorato anche con 6ix9ine, Eminem, Denzel Curry, Sfera Ebbasta e Ski Mask the Slump God. Ronny J ha prodotto inoltre beats per l'album inedito Yandhi di Kanye West.

## Biografia
Ronny J è nato a Camden, nel New Jersey, il 14 settembre 1992 ed è cresciuto in una piccola città del New Jersey chiamata Woodbury. Crescendo, suonava la batteria in chiesa, cosa che lo ha fatto interessare al mondo della musica. Era anche appassionato di arte e architettura prima di intraprendere la carriera musicale. Si trasferì a Miami, dove entrò a far parte del gruppo di Denzel Curry, C9.

### 2017-presente:OMGRONNYeJupiter
Nel maggio 2017, Ronny J ha firmato un accordo con la Atlantic Records. Il 23 febbraio 2018, ha pubblicato il suo primo mixtape sotto l'etichetta Atlantic, OMGRONNY. Più tardi, nel 2019, pubblicherà il suo primo album in studio Jupiter.
Nel marzo 2018, Ronny J ha annunciato che avrebbe creato la sua etichetta discografica chiamata LI$TEN UP FOREVER RECORDS.

## Discografia

### Album in studio
- 2020 – Jupiter[8]

### Mixtape
- 2016 – Thank You Ronny J
- 2018 – OMGRonny

### Produzioni
- 2017 – Hi Bich (Bhad Bhabie)
- 2018 – The Ringer (Eminem)
- 2018 – Not Alike (Eminem feat. Royce da 5'9")
- 2018 – Kream (Iggy Azalea feat. Tyga)
- 2018 – I Love It (Lil Pump feat. Kanye West)
- 2018 – Rap Devil (Machine Gun Kelly)
- 2018 – Bebe (6ix9ine feat. Anuel AA)
- 2020 – Miami (Ronny J feat. Sfera Ebbasta & Duki)
- 2020 – Wash Us In Blood (Kanye West feat. Travis Scott)
- 2021 – Hurricane (Kanye West e The Weeknd feat. Lil Baby)
- 2022 – Peter Parker (Ghali feat. Digital Astro)